# Rainer Laduch
Rainer Laduch (* 5. Oktober 1959) ist ein ehemaliger deutscher Fußballspieler.

## Werdegang
Der Torwart Rainer Laduch begann seine Karriere beim SC Herford und stieg im Jahre 1979 mit der Mannschaft in die 2. Bundesliga auf. Dort gab er sein Debüt am 7. September 1979 beim 3:0-Sieg der Herforder beim OSV Hannover. Zwei Jahre später stieg Laduch mit den Herfordern wieder in die Oberliga Westfalen ab. Insgesamt absolvierte Laduch 30 Zweitligaspiele für die Herforder, für die er bis ins Jahr 1985 spielte. Später war Laduch Spielertrainer bei SuS Holzhausen und Torwarttrainer von Rot-Weiß Kirchlengern.